# Almere
Almere és un municipi de la província de Flevoland, al centre dels Països Baixos. L'1 de gener del 2021 tenia 214.715 habitants repartits sobre una superfície de 248,77 km² (dels quals 118,44 km² corresponen a aigua). Almere és una ciutat nova i planificada.

## Història
Tota la provincia de Flevoland és trobava sota les aigües del que era el mar del Sud fins que els neerlandesos varen recuperar aquestes terres en 1976 i varen ampliar la superfície del país. La zona d'Almere era rural i es pensava que la terra s'utilitzaria per a l'agricultura, però, després de la Segona Guerra Mundial, la necessitat d'habitatge va a passar a ser més important, especialment perquè l'àrea al voltant d'Amsterdam havia perdut molts d'habitatges degut a les bombes i els danys causats per aquesta guerra, tant per part dels alemanys com dels aliats.
Almere, per tant, té una història molt curta. De no ser més que camp i terres de cultiu a principis dels anys 70 va créixer ràpidament i es va convertir en la setena ciutat més gran dels Països Baixos, i la ciutat de més ràpid creixement d'Europa. A Amsterdam, gran part de la població havia estat desplaçada i gran part dels habitatges havien estat destruïts. Acabada la guerra varen tornar a les ciutats moltes més persones que no hi havia abans, persones que no veien un futur d'ocupació i de millora en els petits pobles i zones rurals que havien estat alliberades, i varen veure que el seu futur era a la capital i els seus voltants. Per tant, es va necessitar la creació d'una gran quantitat d'habitatges i de forma molt ràpida, aleshores es varen elaborar plans durant aquells anys para la creació de noves àrees urbanes. D'aquí la ciutat d'Almere que es va crear per a recollir les persones que intentaven trobar habitatge a prop d'Amsterdam. Des de la finalització dels seus primers edificis a mitjan anys setanta, Almere ha crescut a un ritme molt fort.

## Geografia
Almere es troba en el polder de Flevoland Sud (neerlandès: Zuidelijke Flevoland). És el municipi més occidental de la província de Flevoland. Limita amb el Llac Marken a l'oest i al nord, Lelystad, al nord-est, Zeewolde a l'est, i el Llac Gooi al sud.
Almere consta de sis districtes (neerlandès: stadsdelen), tres dels quals estan en construcció.

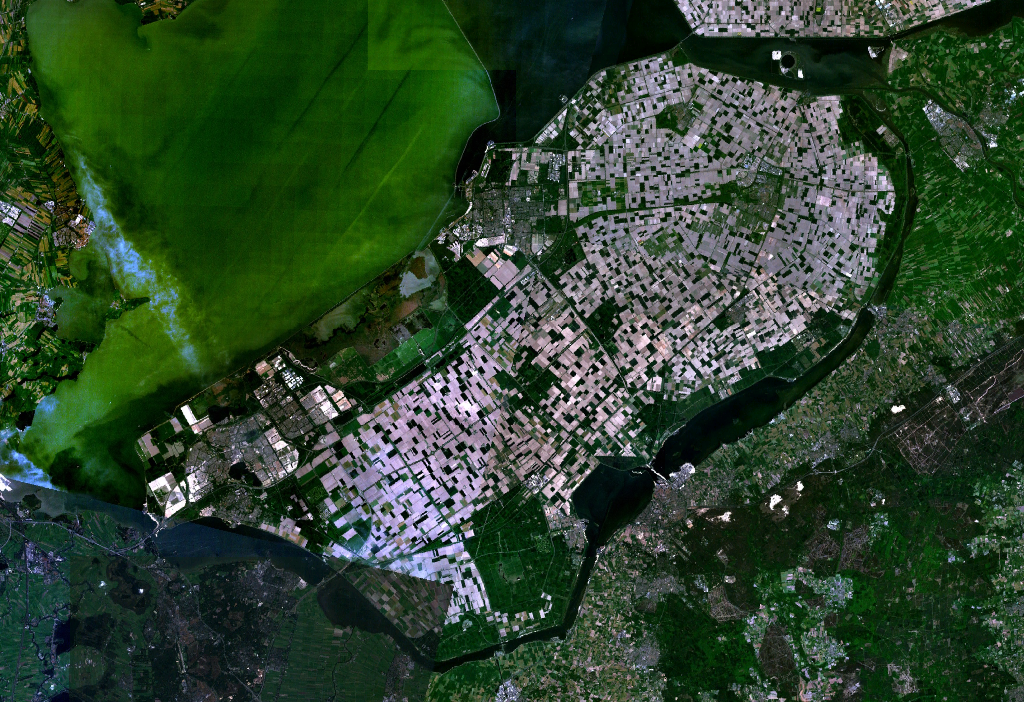
Imatge via satèl·lit de Flevoland Sud i Flevoland Est.

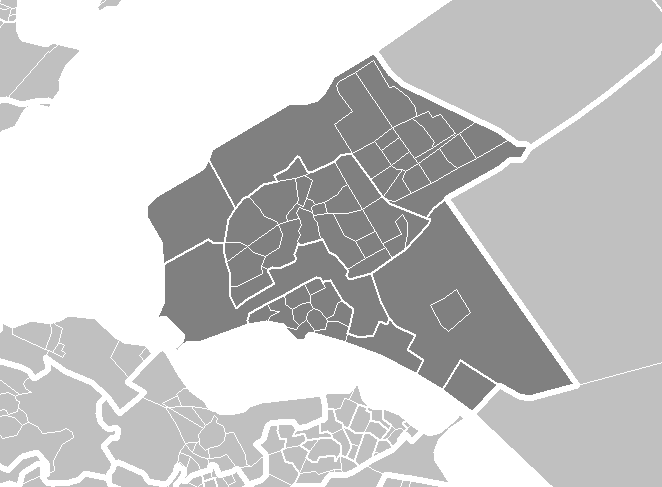
Mapa d'Almere.

| Nom           | Any  | Localització  |
| ------------- | ---- | ------------- |
| Almere Haven  | 1976 | Almere Haven  |
| Almere Stad   | 1980 | Almere Stad   |
| Almere Buiten | 1984 | Almere Buiten |
| Almere Hout   | 1991 | Almere Hout   |
| Almere Poort  | 2000 | Almere Poort  |
| Almere Pampus | -    | Almere Pampus |

## Evolució demogràfica
|      | Almere Haven | Almere Stad | Almere Buiten | Almere Hout | Almere Poort | Almere Pampus | Total Almere |
| ---- | ------------ | ----------- | ------------- | ----------- | ------------ | ------------- | ------------ |
| 1970 |              |             |               |             |              |               | 52           |
| 1975 |              |             |               |             |              |               | 47           |
| 1980 | 6596         |             |               |             |              |               | 6632         |
| 1985 | 21410        | 17240       | 1559          |             |              |               | 40297        |
| 1990 | 22355        | 37024       | 11499         |             |              |               | 71087        |
| 1995 | 22376        | 58816       | 22740         | 564         |              |               | 104496       |
| 2000 | 22237        | 83934       | 35290         | 1336        |              |               | 142797       |
| 2005 | 22590        | 103560      | 47358         | 1366        |              |               | 175008       |
| 2007 | 22507        | 105261      | 51751         | 1345        | 134          |               | 180998       |
| 2021 | 23530        | 109415      | 56985         | 6660        | 18095        | 5             | 214715       |

## Ajuntament
Des del 8 de març del 2023, l'alcalde del municipi és Hein van der Loo. Els 39 membres del consistori municipal són, des del 2022:
| Partit                    | Escons |
| ------------------------- | ------ |
| VVD                       | 6      |
| PVV                       | 5      |
| PvdA                      | 4      |
| Demòcrates 66             | 4      |
| Partit Socialista         | 4      |
| Partit pels Animals       | 3      |
| Esquerra Verda            | 3      |
| Leefbaar Almere           | 3      |
| Bij1                      | 2      |
| ChristenUnie              | 2      |
| 50+                       | 2      |
| Fòrum per a la Democràcia | 2      |
| CDA                       | 2      |
| DENK                      | 1      |
| AP/OPA                    | 1      |
| Respect Almere            | 1      |
| Font:                     |        |

## Arquitectura
Molts dels millors edificis nous es troben al centre de la ciutat i un passeig per devora l'aigua mostrarà elements tan importants com The Wave, The City, De Kunstilinie, que acull el teatre local i un altre edifici residencial anomenat Side By Side.

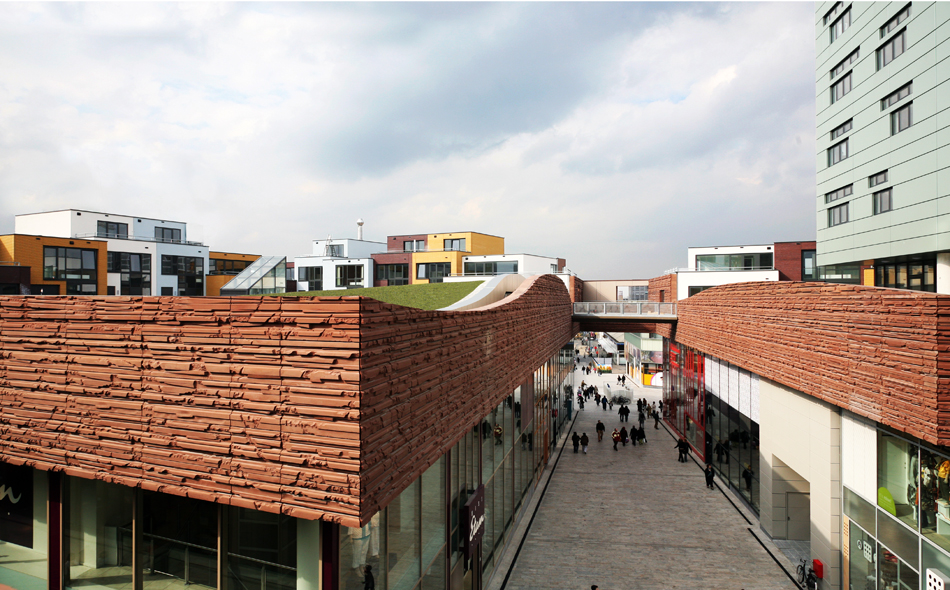
De Citadel

- De Citadel (en català La Ciutadella): Dissenyat per l'arquitecte francès Christian de Portzamparc. El seu disseny es fonamenta amb la idea que el centre d'una ciutat nova necessita referències històriques sense haver de participar en un historicisme arquitectònic. De Portzampark va trobar inspiració a la ciutadella medieval i va crear una versió moderna composta per quatre quadrants. Les botigues estan situades al nivell del sòl, rematades per una vorera de formigó que fa referència a les capes geològiques del subsol de la Terra. Darrere hi ha una zona residencial tranquil·la construïda al voltant d'una gran zona verde.[8]

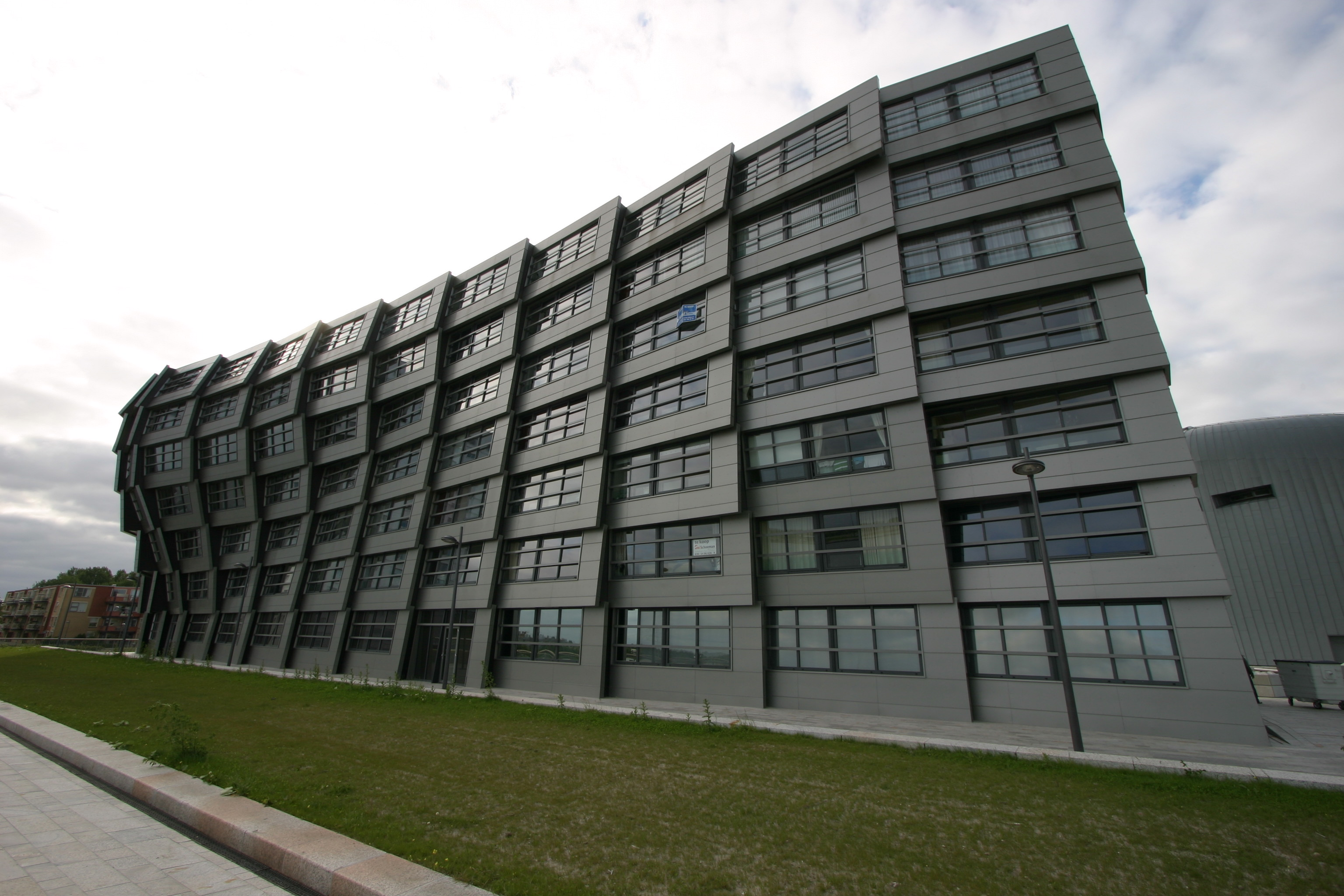
The Wave

- The Wave (en català La Ona): Dissenyat per l'arquitecte holandès René van Zuuk. Les façanes escamoses d'aquest expressiu disseny estan formades de panells plans recoberts amb zinc. Els habitatges estan disposades en 6 plantes, i semblen aixecar-se fora de la façana com a capses de mistos parcialment obertes. La protuberància externa és més forta en el costat que dona a l'aigua, on la seva façana sembla tenir la forma d'una ona.[9]

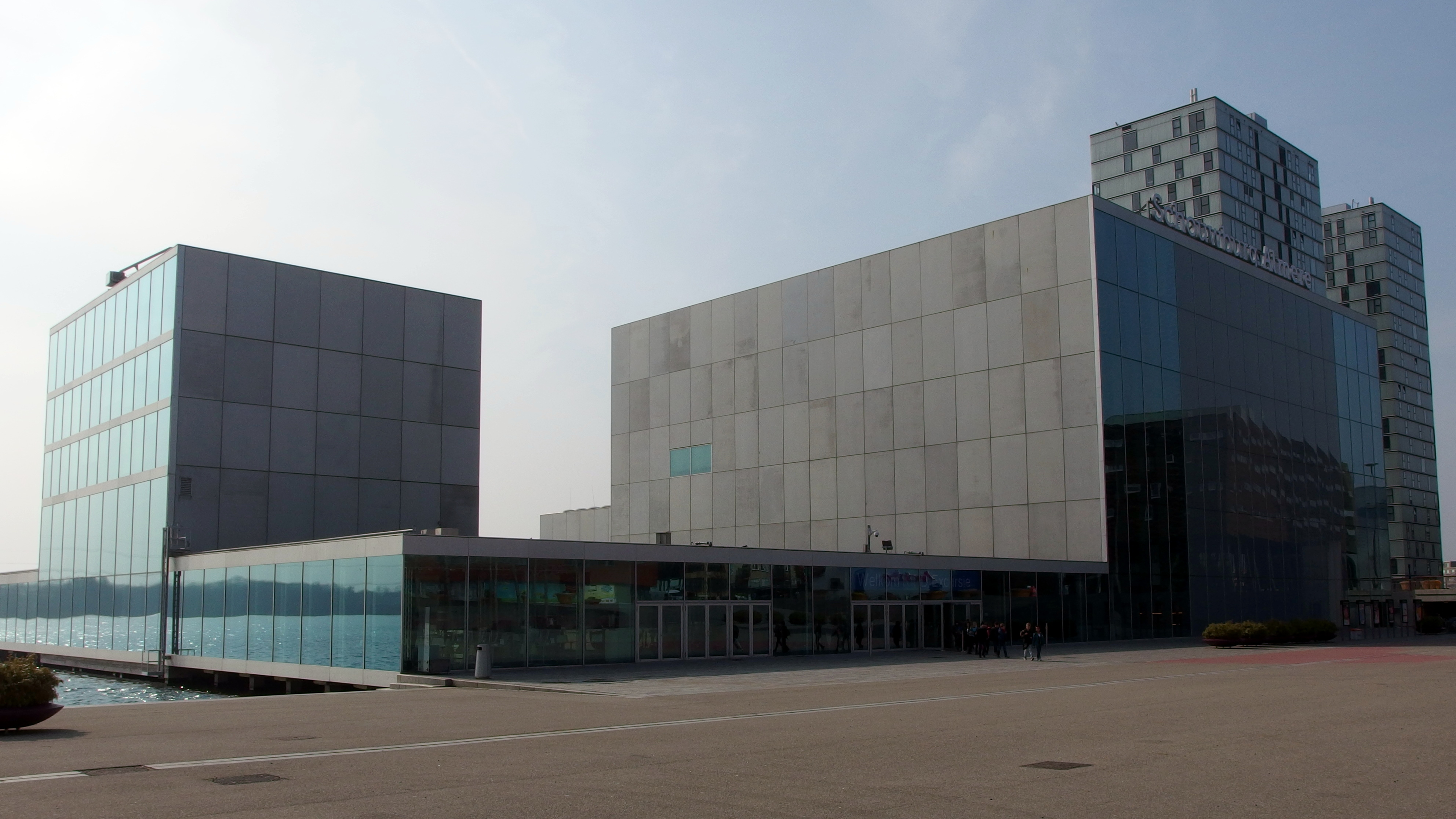
De Kustlinie. Teatre "Schouwburg Almere

- De Kunstlinie: Va ser dissenyat pels arquitectes japonesos Kazuyo Sejima i Ryue Nishizawa.[10] És un edifici rectangular de 100x100 metres i d'una sola planta que s'estén sobre el llac Weerwater. Del terra de la planta rectangular s'alcen tres auditoris en forma de volums rectangulars, un de petit per al centre d'art i dos més grans per al teatre. El vestíbul d'entrada és molt ample, però és de la mateixa altura que els espais adjacents com el restaurant i les instal·lacions de assajos del Centre d'Arts. Hi ha un altre vestíbul més alt, amb espai per a una gran pintura mural, a la secció de teatre.[11]

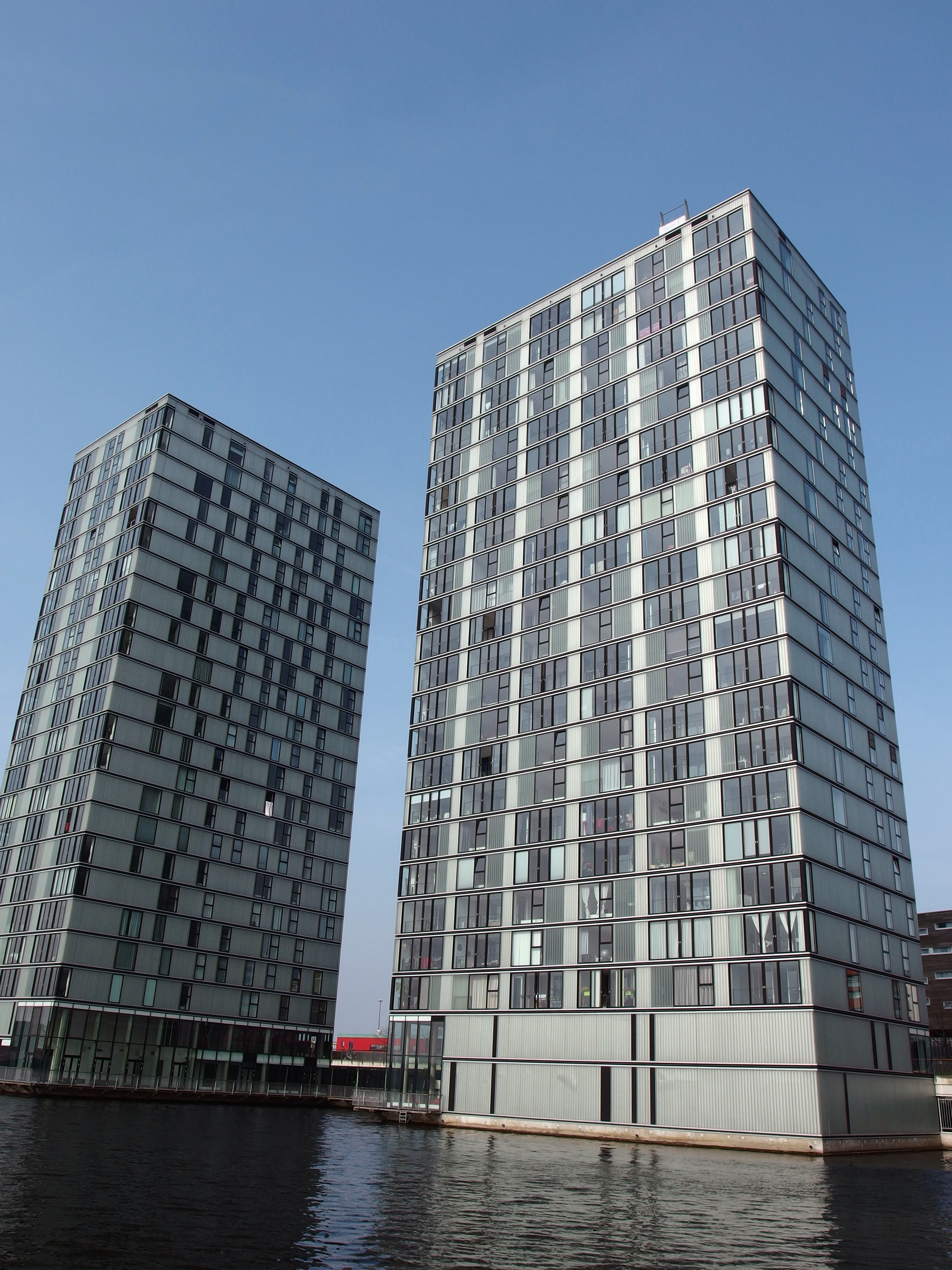
Side by Side

- Side by Side (en català Un al costat de l'altre): Dissenyat per l'arquitecte holandès Frits van Dongen.[12] Consta de dues torres residencials, alineades en angle recte entre si a la vora del llac Weerwater. El color verd dels vidres, els negres marcs dels vidres i les negres franges horitzontals accentuen el revestiment d'aquestes prominents torres.[13]

## Burgmestres
- 1984 - 1986 Han Lammers (PvdA)
- 1986 - 1993 Cees de Cloe (PvdA)
- 1993 - 1994 Cees Roozemond (PvdA, supervisor)
- 1994 - 1998 Ralph Pans (PvdA)
- 1998 - 2003 Hans Ouwerkerk (PvdA)
- 2003 - 2003 Jaap van der Doef (PvdA, supervisor)
- 2003 - Annemarie Jorritsma-Lebbink (VVD)

## Agermanaments
- Aalborg
- České Budějovice
- Haapsalu
- Växjö
- Lancaster
- Kumasi
- Rendsburg (Slesvig-Holstein)

## Galeria d'imatges

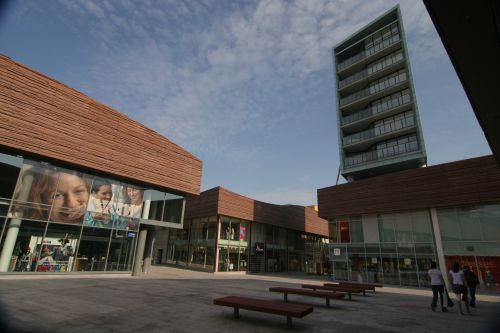
De Citadel
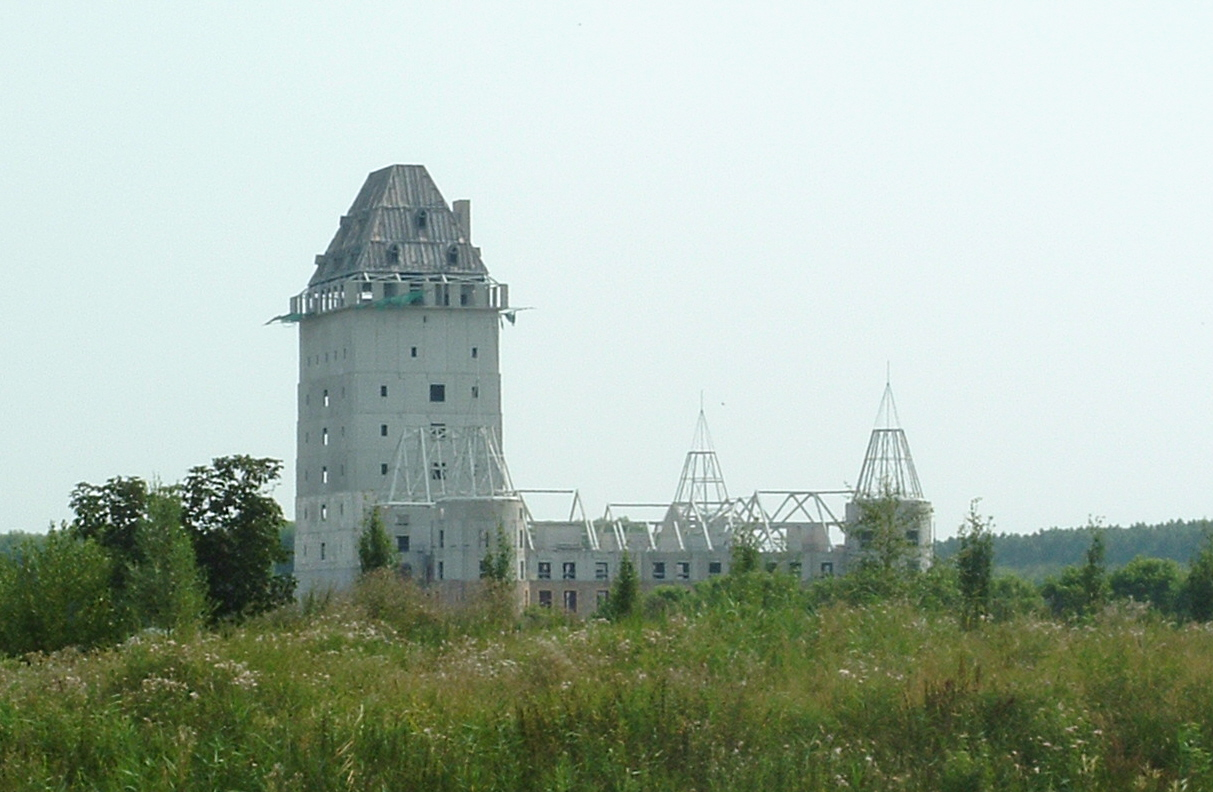
Castell d'Almere
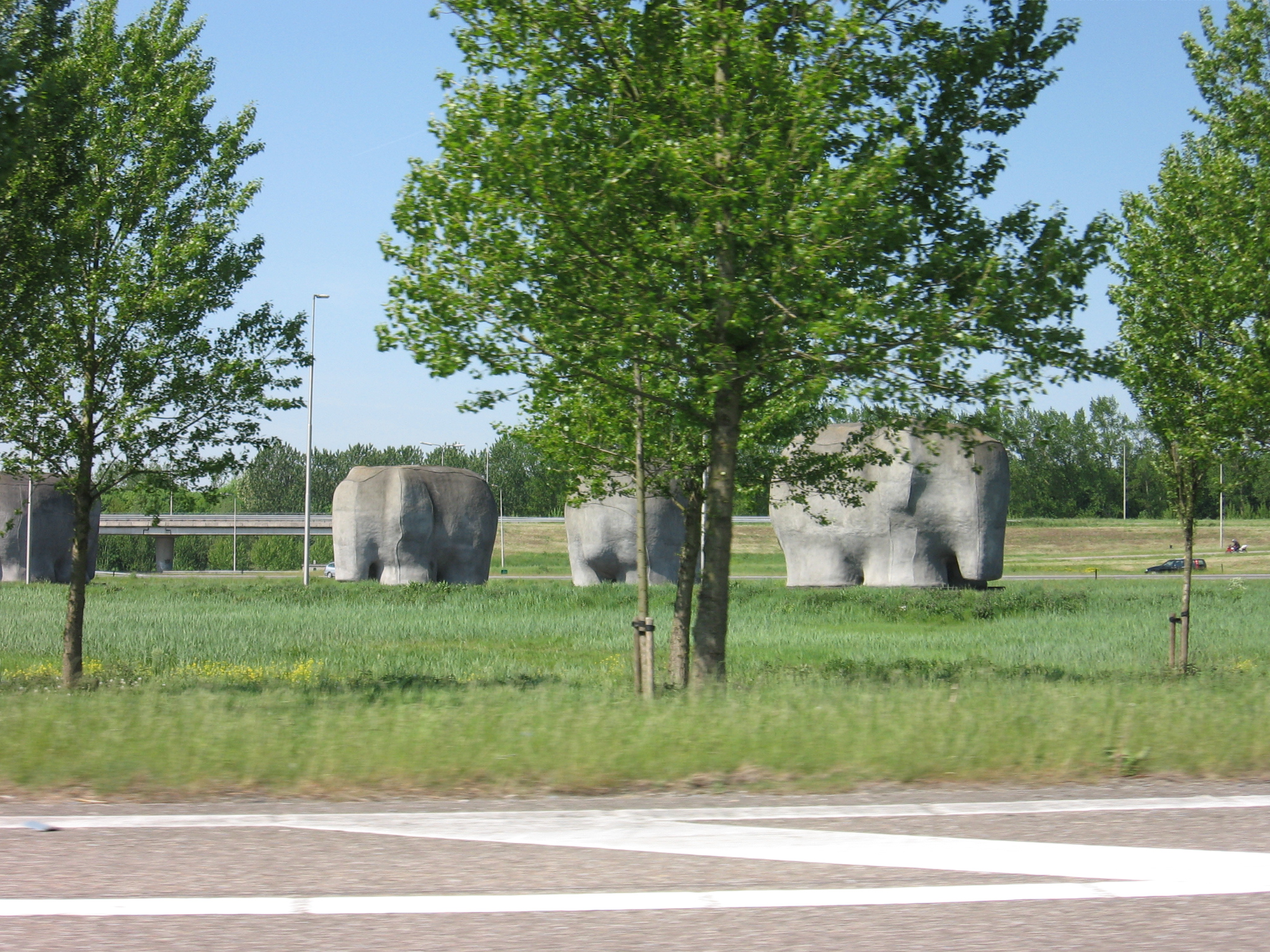
Parc amb elefants de pedra